# Antigone
Antigone là một chi chim sếu thuộc họ Gruidae. Tất các các loài trong chi này trước đây được đặt trong chi Grus.

## Các loài
Chi này có các loài:
- Antigone canadensis
- Antigone vipio
- Antigone antigone
- Antigone rubicunda